# Riksdagen 1571
Riksdagen 1571 ägde rum i Stockholm.
Ständerna sammanträdde den 17 januari 1571. 
Riksdagen beslutade att Älvsborgs lösen skulle betalas genom att allmogen skulle erlägga en tiondel av allt sitt lösöre i guld, silver, penningar, koppar, tenn och boskap och de obrända städerna en tolftedel, medan de brända en artondel. 
Riksdagen avslutades den 25 januari 1571.